# Coublanc (Haute-Marne)
Coublanc é uma comuna francesa na região administrativa de Grande Leste, no departamento de Haute-Marne. Estende-se por uma área de 19,19 km². Em 2010 a comuna tinha 123 habitantes (densidade: 6,4 hab./km²).